# Rotselet, Lappland
Rotselet är en sjö i Vilhelmina kommun i Lappland och ingår i Ångermanälvens huvudavrinningsområde. Sjön har en area på 0,123 kvadratkilometer och ligger 503,7 meter över havet. Sjön avvattnas av vattendraget Gäddbäcken.

## Delavrinningsområde
Rotselet ingår i det delavrinningsområde (719996-149415) som SMHI kallar för Utloppet av Rotselet. Medelhöjden är 535 meter över havet och ytan är 0,94 kvadratkilometer. Räknas de 4 avrinningsområdena uppströms in blir den ackumulerade arean 17,64 kvadratkilometer. Gäddbäcken som avvattnar avrinningsområdet har biflödesordning 2, vilket innebär att vattnet flödar genom totalt 2 vattendrag innan det når havet efter 326 kilometer. Avrinningsområdet består mestadels av skog (87 procent). Avrinningsområdet har 0,12 kvadratkilometer vattenytor vilket ger det en sjöprocent på 13,1 procent.